# Cooper Ornithological Society
La Cooper Ornithological Society (COS), antiguamente llamada Cooper Ornithological Club (COC), fue una organización sin ánimo de lucro que constituyó una de las sociedades de ornitología más grandes del mundo. Su nombre conmemoraba a James Graham Cooper, un temprano naturalista de California. Surgida como una pequeña asociación de naturalistas, se convirtió en una renombrada sociedad científica con una extensa membresía internacional. En 2016 se fusionó con la American Ornithologists' Union para formar la American Ornithological Society.
El Cooper Ornithological Club fue fundado el 22 de junio de 1893 en San José (California) por cuatro ornitólogos y oólogos con el fin de proporcionar un foro en el que estudiar y discutir sobre las aves con entusiastas bien informados. En mayo de 1952, el club adoptó la denominación de Cooper Ornithological Society para reafirmar la orientación académica y científica de la asociación. En la actualidad, la sociedad cuenta con más de 3000 ornitólogos miembros profesionales y aficionados de todo el mundo.
Los objetivos de la sociedad son alentar y respaldar el estudio científico de las aves; difundir el conocimiento ornitológico a través de publicaciones, encuentros y comunicación directa entre los ornitólogos; alentar y diseminar el interés por el estudio de las aves, y alentar y respaldar la conservación de las aves y de la vida silvestre en general. La organización procura promover el estudio científico de las aves y de sus hábitats por medio de sus encuentros, sus patrocinios de simposios y talleres y sus publicaciones. Publica The Condor, uno de los principales diarios ornitológicos del mundo, y Studies in Avian Biology (antiguamente Pacific Coast Avifauna), en los que se dan a conocer tanto trabajos monográficos de importancia como actas de simposios de interés para los biólogos aviares.